# Elezioni politiche in Italia del 1897
Le elezioni politiche in Italia del 1897 si sono svolte il 21 marzo (1º turno) e il 28 marzo (ballottaggi) 1897.

## Risultati
| Liste                         | Voti      | %     | Seggi |
| ----------------------------- | --------- | ----- | ----- |
| Ministeriali                  |           | 64,37 | 327   |
| Opposizione costituzionale    |           | 19,49 | 99    |
| Opposizione radicale          |           | 8,27  | 42    |
| Partito Repubblicano Italiano |           | 4,92  | 25    |
| Partito Socialista Italiano   |           | 3,00  | 15    |
| Totale                        |           | 100   | 508   |
| Votanti                       | 1.241.486 | 50,5  |       |
| Elettori                      | 2.458.388 |       |       |